# Enrico di Lettia

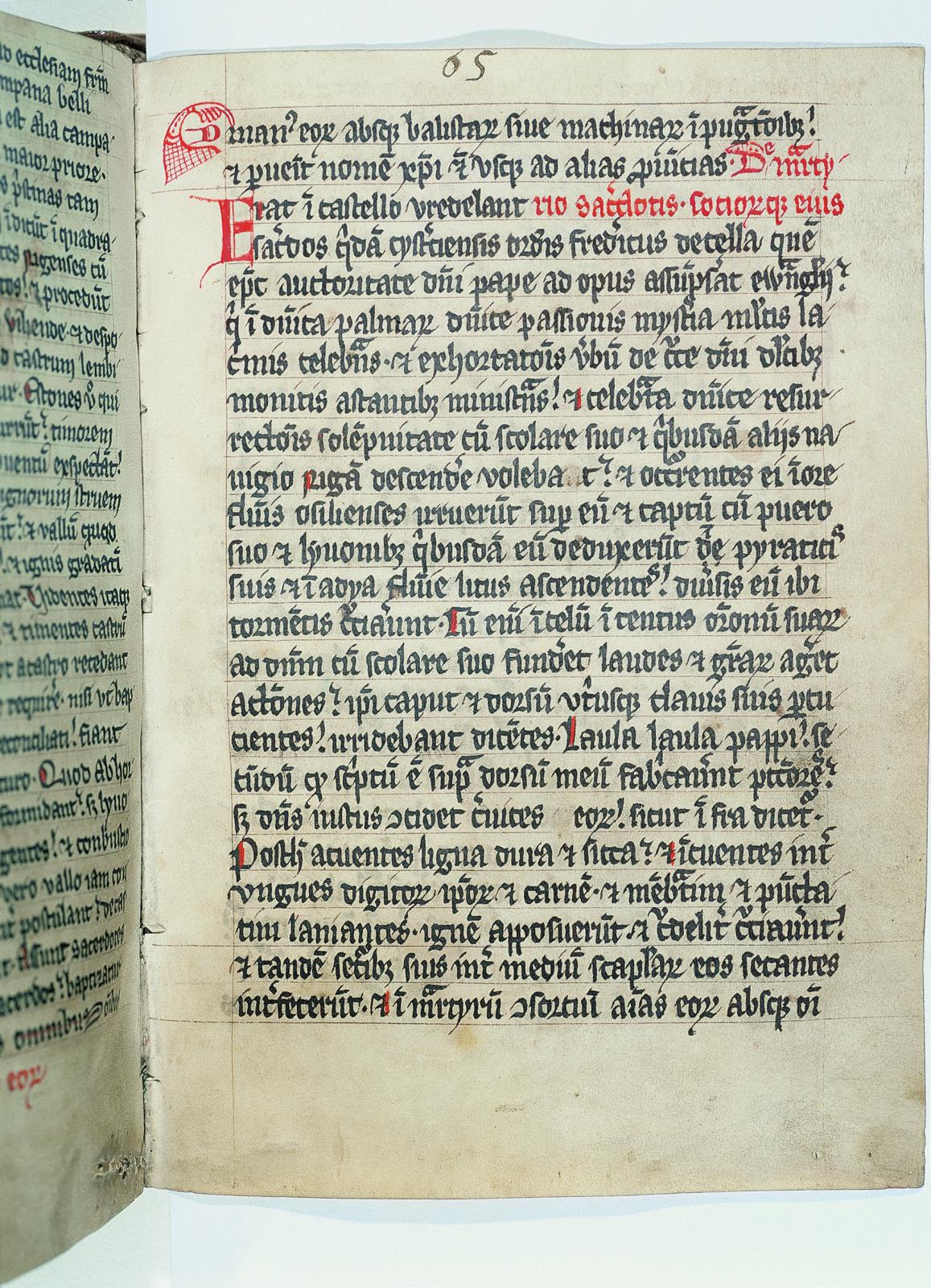

Enrico di Lettia (in tedesco Heinrich von Lettland; in latino Henricus de Lettis), anche noto come Enrico di Lettonia (Magdeburgo, 1187 circa – dopo il 1259) è stato uno storico tedesco, è stato un cronista tedesco noto principalmente perché autore di una cronaca dedicata alla crociata livoniana e storicamente nota come Cronaca di Enrico di Livonia.

## Biografia
Istruito dal primo vescovo di Riga Alberto, aiutò quest'ultimo nelle guerre contro gli estoni e scrisse, essendo testimone oculare di diverse battaglie, una cronaca dedicata alla crociata livoniana che riassume gli eventi avvenuti sino al 1227.